# Tecoluta 1.ª Sección
Tecoluta 1.ª Sección es una localidad del municipio de Nacajuca ubicado en la subregión centro del estado mexicano de Tabasco.

## Geografía
La localidad de Tecoluta 1.ª Sección se sitúa en las coordenadas geográficas 18°15′14″N 93°01′06″O / 18.253889, -93.018333, a una elevación de 1 metro sobre el nivel del mar.

## Demografía
Según el Conteo de Población y Vivienda 2020, efectuado por el Instituto Nacional de Estadística y Geografía, la localidad de Tecoluta 1.ª Sección tiene 1,252 habitantes, de los cuales 609 son del sexo masculino y 643 del sexo femenino. Su tasa de fecundidad es de 2.38 hijos por mujer y tiene 263 viviendas particulares habitadas.
| Gráfica de evolución demográfica de Tecoluta 1.ª Sección entre 1900 y 2020 |
|                                                                            |
| INEGI.                                                                     |